# Kåre Larsson
Viktor Kåre Larsson, född 27 februari 1937 i Nättrabölen, död 25 mars 2018 i Bjärred, var en svensk livsmedelsteknolog och professor.
Han disputerade 1964 vid Göteborgs universitet och var professor i livsmedelsteknologi vid Lunds universitet. Han blev 1986 ledamot av både Vetenskapsakademien och Ingenjörsvetenskapsakademien.